# Manifestazione Internazionale d'Arte Cinematografica di Venezia
La Manifestazione Internazionale d'Arte Cinematografica di Venezia si è svolta a Venezia, Italia, dal  31 agosto al 15 settembre del 1946 e fu diretta dal conte Elio Zorzi.  Questa mostra fu la prima dopo l'interruzione di tre anni, dal 1943 al 1945, a causa della seconda guerra mondiale. L'edizione 1946 fu caratterizzata dal ritorno della cinematografia statunitense che, dopo aver disertato la Mostra dal 1939 in poi, presentò ben 15 film. Molti titoli, anche se risalivano agli anni precedenti, vennero proiettati per la prima volta in Italia in questa occasione.
I premi ai migliori attori e gli altri premi ufficiali non furono assegnati: il premio al miglior film perse la denominazione di Coppa Mussolini e soprattutto vennero unificati in un unico premio i due precedenti (Miglior Film Straniero e Italiano).

## Commissione internazionale di giornalisti
- Francesco Pasinetti
- Umberto Barbaro
- Gino Visentini
- Francesco Callari
- Vinicio Marinucci
- Nikolaj Goršov
- Pierre Michaut

## Sezioni

### Francia
- Solo una notte (Sylvie et le Fantôme), regia di Claude Autant-Lara
- Nathalie (L'Homme au chapeau rond), regia di Pierre Billon
- Panico (Panique), regia di Julien Duvivier
- Amanti perduti (Les Enfants du paradis), regia di Marcel Carné
- L'Épouvantail, regia di Paul Grimault (cortometraggio)
- Le Voleur de paratonnerres, regia di Paul Grimault (cortometraggio)

### Italia
- Il sole sorge ancora, regia di Aldo Vergano
- Eugenia Grandet, regia di Mario Soldati
- Montecassino, regia di Arturo Gemmiti
- Pian delle stelle, regia di Giorgio Ferroni
- Paisà, regia di Roberto Rossellini
- Bambini in città, regia di Luigi Comencini (cortometraggio)
- Il cantico dei marmi, regia di Giovanni Rossi e Piero Benedetti (cortometraggio)
- La chiesa di Gesù, regia di Arturo Gemmiti (cortometraggio)
- La resurrezione, regia di Piero Francisci (cortometraggio)
- Melodie d'Italia: Firenze, regia di Fernando Cerchio (cortometraggio)

### Regno Unito
- Uomini di due mondi (Men of Two Worlds), regia di Thorold Dickinson
- Enrico V (Henry V), regia di Laurence Olivier
- The Way to the Stars, regia di Anthony Asquith
- Il ladro di Bagdad (The Thief of Baghdad), regia di Ludwig Berger, Michael Powell, Tim Whelan, Alexander Korda, Zoltán Korda e William Cameron Menzies
- Gardens of England, regia di Michael Hankinson (cortometraggio)
- Let's See, regia di Bob Lapresle (cortometraggio)

### Stati Uniti d'America
- Sangue e arena (Blood and Sand), regia di Rouben Mamoulian
- Questo nostro amore (This Love of Ours), regia di William Dieterle
- Gli amanti del sogno (Love Letters), regia di William Dieterle

- L'uomo del Sud (The Southerner), regia di Jean Renoir
- Bambi, regia di David Dodd Hand
- Le campane di Santa Maria (The Bells of St. Mary's), regia di Leo McCarey
- L'angelo del dolore (Sister Kenny), regia di Dudley Nichols
- L'eterna armonia (A Song to Remember), regia di Charles Vidor
- La strada scarlatta (Scarlet Street), regia di Fritz Lang
- Anche i boia muoiono (Hangmen Also Die), regia di Fritz Lang
- Torna a casa, Lassie! (Lassie Come Home), regia di Fred M. Wilcox
- Emilio Zola (The Life of Emile Zola), regia di William Dieterle
- L'amica (Old Acquaintance), regia di Vincent Sherman
- L'uomo meraviglia (Wonder Man), regia di H. Bruce Humberstone
- Il ritratto di Dorian Gray (The Picture of Dorian Gray), regia di Albert Lewin
- Diario di un esploratore (African Diary), regia di Jack Kinney (cortometraggio)
- A Heritage With Guard, regia di Maurice Goyce (cortometraggio)
- Capital Story, regia di Henwar Rodakiewicz (cortometraggio)
- Defense Against Invasion (cortometraggio)
- Library of Congress, regia di Alexander Hammid (cortometraggio)
- Paperino in alto mare (No Sail), regia di Jack Hannah (cortometraggio)
- Valley of the Tennessee, regia di Alexander Hammid (cortometraggio)

### Svizzera
- Jeunesse de l'hiver, regia di Otto Ritter (cortometraggio)
- La Féerie des automates, regia di Alfred Chapuis (cortometraggio)

### Unione Sovietica
- Ciapaiev (Чапаев), regia di Georgi Vasilyev e Sergei Vasilyev
- Il deputato del Baltico (Депутат Балтики), regia di Iosif Chejfic e Aleksandr Zarkhi
- C'era una volta una bimba (Zhila-byla devochka), regia di Viktor Eisymont
- Colpevoli senza colpa (Без вины виноватые), regia di Vladimir Petrov
- Gli indomiti (Nepokoryonnye), regia di Mark Donskoy
- Il fiore di pietra (Каменный цветок), regia di Aleksandr Lukič Ptuško
- Il giuramento (Klyatva), regia di Michail Čiaureli
- Nelle sabbie dell'Asia centrale (V peskakh Sredney Azii), regia di Aleksandr Zguridi (cortometraggio)
- Sovkinojournal (cinegiornale sovietico)

### Sezione documentari
- 1 maja 1946, regia di Segei Gurov, I. Setkina e Iosif Poselski (cortometraggio) (Unione Sovietica)
- Allegretto a quattro voci, regia di Edmondo Cancellieri (cortometraggio) (Italia)
- Ankara, Bolu, Istanbul (cortometraggio) (Turchia)
- Barboni, regia di Dino Risi (cortometraggio) (Italia)
- Budujemy Warszawe, regia di Stanislaw Urbanowicz (cortometraggio) (Polonia)
- Giorno d'inverno (cortometraggio) (Unione Sovietica)
- Giotto (cortometraggio) (Italia)
- Hitler Lives Again! (cortometraggio) (Stati Uniti d'America)
- Il circo, regia di Gianni Vernuccio (cortometraggio) (Italia)
- Kronika, regia di Stanislaw Urbanowicz (cortometraggio) (Polonia)
- La festa della Repubblica (cortometraggio) (Turchia)
- Le Rhône, regia di Maurice Zermatten e Siegfried Bittel (cortometraggio) (Svizzera)
- L'Italia s'è desta, regia di Domenico Paolella (cortometraggio) (Italia)
- Okay for Sound (cortometraggio) (Stati Uniti d'America)
- Razgrom Yaponii, regia di Iosif Kheifits (cortometraggio) (Unione Sovietica)
- Roma sotterranea, regia di Antonio Musu (Città del Vaticano)
- Sovjetski sport, regia di Vasilij Beliaev, I. Venger e Iosif Poselski (cortometraggio) (Unione sovietica)
- Tagikistan, regia di Lidiya Stepanova e Boris Kimyagarov (cortometraggio) (Unione Sovietica)
- La grande combattente (The Fighting Lady), regia di Edward Steichen (Stati Uniti d'America)
- World Garden, regia di Robin Carruthers (cortometraggio) (Regno Unito)

## Premi
- Segnalazione della commissione dei giornalisti come miglior film: L'uomo del Sud (The Southerner) di Jean Renoir
- Segnalazione della commissione internazionale di giornalisti: Il sole sorge ancora, Enrico V (Henry V), Le Rhône, Anche i boia muoiono (Hangmen Also Die), Panico (Panique), Amanti perduti (Les Enfants du paradis), Paisà
- Segnalato come miglior documentario dalla commissione dei giornalisti: V peskakh Sredney Azii
- Segnalato fra i migliori documentari dalla commissione eletta dai giornalisti: Barboni
- Segnalazione per i documentari della commissione dei giornalisti: Sovjetski sport
- Segnalazione per il miglior disegno animato: Le Voleur de paratonnerres